# Gerrie Slagboom
Gerrie Slagboom (Nieuw-Lekkerland, 26 september 1964) is een Nederlands voormalig voetballer. Hij stond onder contract bij Sparta Rotterdam, DS '79, VVV, De Graafschap, Dordrecht '90 en SVV/Dordrecht'90.

## Biografie
Na zijn voetbalcarrière is Slagboom actief als projectleider bij een stofferings- en raambekledingsbedrijf en woont hij in Nieuw-Lekkerland.

## Profstatistieken
| Seizoen | Club             | Land      | Competitie     | Duels | Goals |
| ------- | ---------------- | --------- | -------------- | ----- | ----- |
| 1984/85 | Sparta Rotterdam | Nederland | Eredivisie     | 1     | 0     |
| 1985/86 | DS '79           | Nederland | Eerste divisie | 27    | 9     |
| 1986/87 | DS '79           | Nederland | Eerste divisie | 34    | 8     |
| 1987/88 | DS '79           | Nederland | Eredivisie     | 34    | 13    |
| 1988/89 | VVV              | Nederland | Eredivisie     | 24    | 3     |
| 1989/90 | De Graafschap    | Nederland | Eerste divisie | 29    | 4     |
| 1990/91 | Dordrecht '90    | Nederland | Eerste divisie | 36    | 7     |
| 1991/92 | SVV/Dordrecht'90 | Nederland | Eredivisie     | 11    | 1     |
| 1992/93 | SVV/Dordrecht'90 | Nederland | Eredivisie     | 26    | 3     |
| 1993/94 | Dordrecht '90    | Nederland | Eerste divisie | 19    | 1     |
| 1994/95 | Dordrecht '90    | Nederland | Eredivisie     | 0     | 0     |
| Totaal  | Totaal           | Totaal    | Totaal         | 241   | 49    |